# أندريه نيكولاس
أندريه نيكولاس (بالألمانية: André Niklaus)‏ هو منافس ألعاب قوى ألماني، ولد في 30 أغسطس 1981 في برلين في ألمانيا.

## وصلات خارجية
- أندريه نيكولاس على موقع الاتحاد الدولي لألعاب القوى (الإنجليزية)
- أندريه نيكولاس على موقع اللجنة الأولمبية الدولية (الإنجليزية)
- أندريه نيكولاس على موقع أوليمبيديا (الإنجليزية)